# Hapsidophrys
Hapsidophrys — рід змій родини полозових (Colubridae). Представники цього роду мешкають в Африці на південь від Сахари.

## Види
Рід Hapsidophrys нараховує 3 види:
- Hapsidophrys lineata Fischer, 1856
- Hapsidophrys principis (Boulenger, 1906)
- Hapsidophrys smaragdina (Schlegel, 1837)

## Етимологія
Наукова назва роду Hapsidophrys походить від сполучення слів дав.-гр. ἁψις — лук, дуга і οφρυς — брови.